# Offentlighed
|  | Se også Offentlig sektor |
Offentlighed eller almenhed, normalt omtalt i bestemt form, offentligheden, er en betegnelse for de aktiviteter i et samfund, som ikke vedrører privatlivet. I klassisk sociologi benyttes også betegnelsen den borgerlige offentlighed, som en modpol til systemet, mens postmodernisterne bruger den relativt nye betegnelse det offentlige rum.
Offentlighedsbegrebet er i sit udgangspunkt et opgør med Descartes subjektivistiske erkendelsesfilosofi, idet det opererer med en kollektiv bevidsthed, hvor Descartes situerer bevidstheden singulært i det enkelte individ. 

## Offentlighed og demokrati
Jürgen Habermas er en af de filosoffer, der især kendt for sit arbejde med den borgerlige offentlighed. Habermas var elev af Theodor W. Adorno og anses for at være den sidste store repræsentant for Frankfurterskolen og dens kritiske teori.
Han har udviklet et teoretisk system rettet mod undersøgelsen af argumentation, frigørelse og rationel-kritisk kommunikation inden for moderne liberale institutioner og i muligheder for at kommunikere og forfølge rationelle interesser.
En af Habermas´ pointer er, at demokratiet ikke kan udvikle sig som deltagelsesform, medmindre der foregår en levende offentlig debat. Den danske teolog, Hal Koch er i samme tradition, når han hævder, at demokratiet udvikles gennem samtalen. 

## Den offentlige debat
Den offentlige debat foregår typisk gennem medierne, som bl.a. gennem meningsmålinger søger at indkredse den offentlige mening. Medierne er imidlertid en del af det etablerede kommunikationssystem og indgår derfor ofte i debatten på politikernes betingelser.